# Porcellio pityensis
Porcellio pityensis es una especie de crustáceo isópodo terrestre de la familia Porcellionidae.

## Distribución geográfica
Son endémicos de las islas Pitiusas (España).